# Bailliage d'Yverdon
1536–1798
Entités suivantes :
- District d'Yverdon

Le bailliage d'Yverdon, est un des bailliages bernois dans le Pays de Vaud. Il est créé en 1536. En 1798, une partie du bailliage devient le district d'Yverdon.

## Histoire

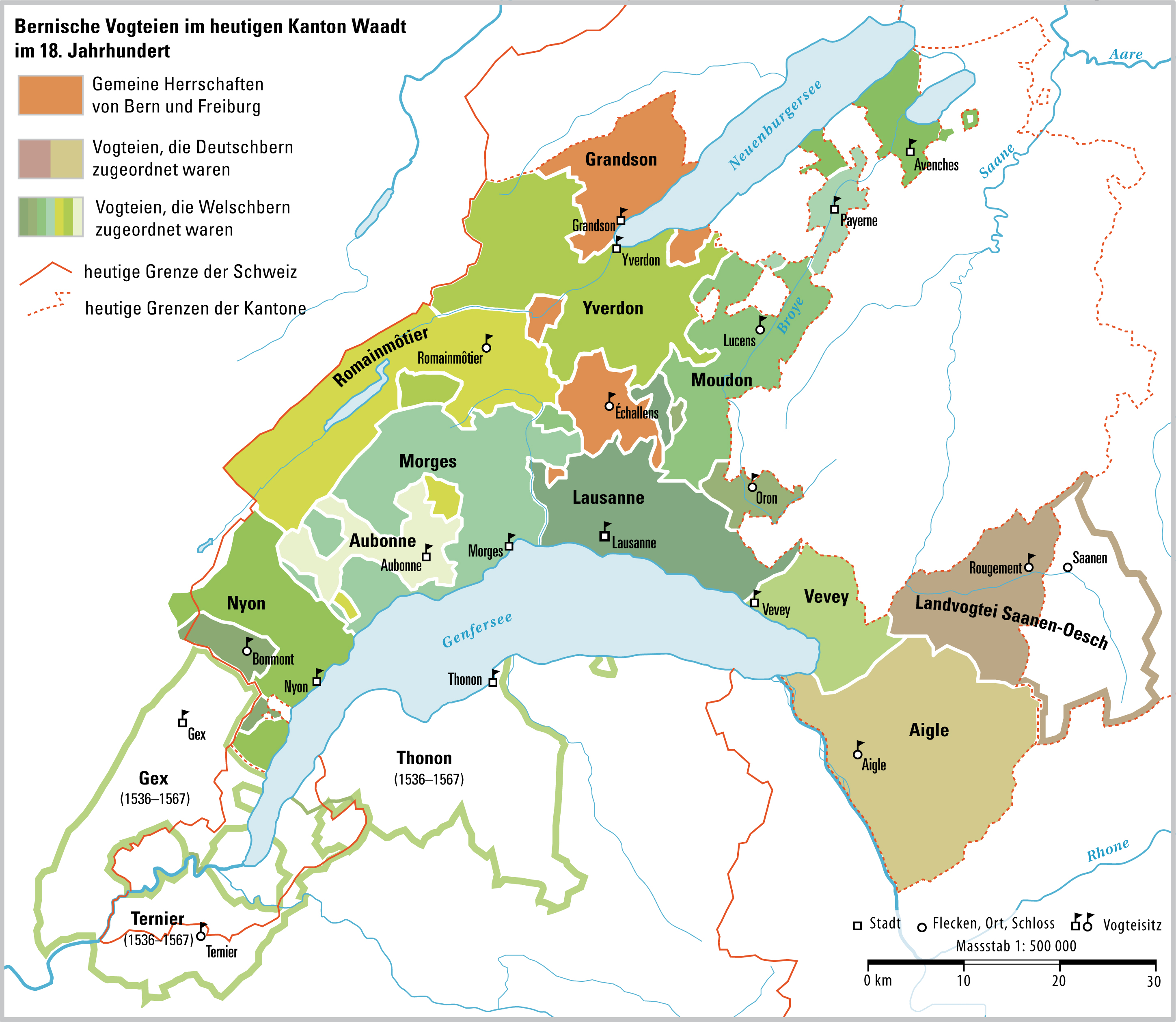
Carte des bailliages bernois au XVIII.

Le bailliage est divisé en neuf châtellenies : Baulmes, Belmont, Chavornay, Les Clées, Donneloye, Essertines-sur-Yverdon, Saint-Martin du Chêne, Sainte-Croix et Yverdon.
La châtellenie d'Yverdon est composée des actuelles communes d'Yverdon-les-Bains, Cheseaux-Noréaz et Cuarny. La châtellenie de Sainte-Croix est composée des actuelles communes de Sainte-Croix et Bullet.
Dix-neuf seigneuries dépendent du bailliage, notamment les seigneuries de Ballaigues et Lignerolles (séparées en 1604), Bavois, Bercher, Bioley-Magnoux, Champvent, Chanéaz, La Mothe et Saint-Martin-du-Chêne.

### Acquisition des seigneuries vassales par Berne
À la mort de François II de Luxembourg-Martigues, Berne obtient definitivement la châtellenie de Belmont. Berne achète les terres issues du démembrement de l'ancienne seigneurie de Donneloye (Mézery-près-Donneloye, Prahins et une partie de Donneloye) aux Loys en 1711 et la seigneurie de Saint-Martin-du-Chêne en 1752 à Albert Müller.

## Baillis
Les baillis sont les suivants :
- 1567-1572 : Niklaus Manuel[2] ;
- 1591-1595 : Albrecht Manuel[3] ;
- 1630-1634 : Niklaus Dachsehofer[4] ;
- 1670-1676 : Hans Ludwig Steiger[5] ;
- 1678-1684 : Emanuel Steiger[6] ;
- 1690-1696 : Emanuel Wurstemberger[7] ;
- 1702-1708 : Christoph von Graffenried[8] ;

Le bailli est assisté d'un lieutenant baillival. Les lieutenants sont les suivants :
- ?-1782 : François-Barthélémy Pillichody[9] ;
- 1782-1783 : Jean Georges Pillichody[9] ;